# Lista odcinków serialu Ziemia: Ostatnie starcie
Lista odcinków serialu kanadyjskiego Ziemia: Ostatnie starcie.

## Sezon I (1997-1998)
| #  | Tytuł                     | Tłumaczenie tytułu                 | Premiera             |
| -- | ------------------------- | ---------------------------------- | -------------------- |
| 1  | Decision                  | Decyzja                            | 6 października 1997  |
| 2  | Truth                     | Prawda                             | 13 października 1997 |
| 3  | Miracle                   | Cud                                | 20 października 1997 |
| 4  | Avatar                    | Nosiciel                           | 27 października 1997 |
| 5  | Old Flame                 | Pierwsza miłość                    | 3 listopada 1997     |
| 6  | Float Like A Butterfly    | Lot motyla                         | 10 listopada 1997    |
| 7  | Resurrection              | Zmartwychwstanie                   | 17 listopada 1997    |
| 8  | Horizon Zero              | Za Horyzontem                      | 24 listopada 1997    |
| 9  | Scorpions Dream           | Sen Skorpiona                      | 29 grudnia 1997      |
| 10 | Live Free Or Die          | Wolność albo Śmierć                | 5 stycznia 1998      |
| 11 | The Scarecrow Returns     | Powrót Metalowego Stracha          | 12 stycznia 1998     |
| 12 | Sandoval`s Run            | Ucieczka Sandovala                 | 19 stycznia 1998     |
| 13 | The Secret Of Strandhill  | Tajemnice Strand Hill              | 2 lutego 1998        |
| 14 | Pandora's Box             | Puszka Pandory                     | 9 lutego 1998        |
| 15 | If You Could Read My Mind | Gdybyś Mógł Czytać w Moich Myślach | 16 lutego 1998       |
| 16 | The Wrath of Achilles     | Pięta Achillesa                    | 23 lutego 1998       |
| 17 | The Devil You Know        | Diabeł, którego Znasz              | 13 kwietnia 1998     |
| 18 | Law & Order               | Prawo i Porządek                   | 20 kwietnia 1998     |
| 19 | Through The Looking Glass | Po Drugiej Stronie Lustra          | 27 kwietnia 1998     |
| 20 | Infection                 | Zaraza                             | 27 lipca 1998        |
| 21 | Destruction               | Zniszczenie                        | 4 maja 1998          |
| 22 | The Joining               | Połączenie                         | 11 maja 1998         |

## Sezon II (1998-1999)
| #  | Tytuł                   | Tłumaczenie tytułu          | Premiera             |
| -- | ----------------------- | --------------------------- | -------------------- |
| 1  | First of Its Kind       | Pierwszy z Rodu             | 5 października 1998  |
| 2  | Atavus                  | Atavus                      | 12 października 1998 |
| 3  | A Stitch In Time        | Wyścig z czasem             | 19 października 1998 |
| 4  | Dimensions              | Wymiary                     | 26 października 1998 |
| 5  | Moonscape               | Ucieczka                    | 2 listopada 1998     |
| 6  | Sleepers                | Długi Sen                   | 9 listopada 1998     |
| 7  | Fissures                | Pęknięcia                   | 16 listopada 1998    |
| 8  | Redemption              | Odkupienie                  | 23 listopada 1998    |
| 9  | Isabel                  | Isabel                      | 28 grudnia 1998      |
| 10 | Between Heaven And Hell | Między Niebem a Piekłem     | 4 stycznia 1999      |
| 11 | Gauntlet                | Porwanie                    | 11 stycznia 1999     |
| 12 | One Man's Castle        | Twierdza                    | 18 stycznia 1999     |
| 13 | Second Chances          | Druga Szansa                | 1 lutego 1999        |
| 14 | Payback                 | Zemsta                      | 8 lutego 1999        |
| 15 | Friendly Fire           | Przyjacielski Ogień         | 15 lutego 1999       |
| 16 | Volunteers              | Ochotnicy                   | 22 lutego 1999       |
| 17 | Bliss                   | Rozkosz                     | 12 kwietnia 1999     |
| 18 | Highjacked              | Uprowadzenie                | 19 kwietnia 1999     |
| 19 | Defectors               | Zdrajcy                     | 26 kwietnia 1999     |
| 20 | Heroes & Heartbreak     | Bohaterowie i Złamane Serca | 3 maja 1999          |
| 21 | Message In A Bottle     | List w butelce              | 10 maja 1999         |
| 22 | Crossfire               | Krzyżowy ogień              | 17 maja 1999         |

## Sezon III (1999-2000)
| #  | Tytuł                     | Tłumaczenie tytułu        | Premiera             |
| -- | ------------------------- | ------------------------- | -------------------- |
| 1  | Crackdown                 | Uderzenie                 | 4 października 1999  |
| 2  | The Vanished              | Zniknięcie                | 11 października 1999 |
| 3  | Emancipation              | Emancypacja               | 18 października 1999 |
| 4  | Déja Vu                   | Déja Vu                   | 25 października 1999 |
| 5  | The Once and Future World | Przeszły i Przyszły Świat | 1 listopada 1999     |
| 6  | Thicker than Blood        | Gęstszy niż Krew          | 8 listopada 1999     |
| 7  | A Little Bit of Heaven    | Odrobina Nieba            | 15 listopada 1999    |
| 8  | Pad'Ar                    | Pad'Ar                    | 22 listopada 1999    |
| 9  | In Memory                 | Ku pamięci                | 29 listopada 1999    |
| 10 | The Cloister              | Klasztor                  | 6 grudnia 1999       |
| 11 | Interview                 | Wywiad                    | 17 stycznia 2000     |
| 12 | Keep Your Enemies Closer  | Trzymaj Wrogów Bliżej     | 24 stycznia 2000     |
| 13 | Subterfuge                | Eliminacja                | 31 stycznia 2000     |
| 14 | Scorched Earth            | Spalona Ziemia            | 7 lutego 2000        |
| 15 | Sanctuary                 | Sanktuarium               | 14 lutego 2000       |
| 16 | Through Your Eyes         | Twoimi Oczyma             | 21 lutego 2000       |
| 17 | Time Bomb                 | Bomba Zegarowa            | 28 lutego 2000       |
| 18 | Apparition                | Pozory                    | 17 kwietnia 2000     |
| 19 | The Fields                | Uprawy                    | 24 kwietnia 2000     |
| 20 | One Taelon Avenue         | One Taelon Avenue         | 1 maja 2000          |
| 21 | Abduction                 | Porwanie                  | 8 maja 2000          |
| 22 | Arrival                   | Przybycie                 | 15 maja 2000         |

## Sezon IV (2000-2001)
| #  | Tytuł                 | Tłumaczenie tytułu  | Premiera             |
| -- | --------------------- | ------------------- | -------------------- |
| 1  | The Forge of Creation | Kuźnia Stworzenia   | 2 października 2000  |
| 2  | Sins of the Father    | Grzechy Ojców       | 9 października 2000  |
| 3  | First Breath          | Pierwszy Oddech     | 16 października 2000 |
| 4  | Limbo                 | Limbo               | 23 października 2000 |
| 5  | Motherlode            | Motherlode          | 30 października 2000 |
| 6  | Take No Prisoners     | Nie brać więźniów   | 6 listopada 2000     |
| 7  | Second Wave           | Druga Fala          | 13 listopada 2000    |
| 8  | Essence               | Istota              | 20 listopada 2000    |
| 9  | Phantom Companion     | Widmowy Towarzysz   | 27 listopada 2000    |
| 10 | Dream Stalker         | Najeźdźca snów      | 4 grudnia 2000       |
| 11 | Lost Generation       | Stracone pokolenie  | 15 stycznia 2001     |
| 12 | The Summit            | Szczyt              | 22 stycznia 2001     |
| 13 | Dark Matter           | Ciemna Materia      | 29 stycznia 2001     |
| 14 | Keys to the Kingdom   | Klucze do Królestwa | 5 lutego 2001        |
| 15 | Street Chase          | Pogoń za J Street   | 12 lutego 2001       |
| 16 | Trapped By Time       | Uwiezieni w Czasie  | 19 lutego 2001       |
| 17 | Atonement             | Zeznania            | 26 lutego 2001       |
| 18 | Blood Ties            | Więzy krwi          | 16 kwietnia 2001     |
| 19 | Hearts & Minds        | Serca i Umysły      | 23 kwietnia 2001     |
| 20 | Epiphany              | Siła woli           | 30 kwietnia 2001     |
| 21 | Dark Horizons         | Ciemne Horyzonty    | 6 maja 2001          |
| 22 | Point of No Return    | Bez odwrotu         | 14 maja 2001         |

## Sezon V (2001-2002)
| #  | Tytuł             | Tłumaczenie tytułu           | Premiera             |
| -- | ----------------- | ---------------------------- | -------------------- |
| 1  | Unearthed         | Wykopane                     | 1 października 2001  |
| 2  | Pariahs           | Pariahs                      | 8 października 2001  |
| 3  | The Seduction     | Uwodzenie                    | 15 października 2001 |
| 4  | Subterra          | Podziemie                    | 22 października 2001 |
| 5  | Boone's Awakening | Przebudzenie Boona           | 29 października 2001 |
| 6  | Termination       | Zakończenie                  | 5 listopada 2001     |
| 7  | Guilty Conscience | Wyrzuty Sumienia             | 12 listopada 2001    |
| 8  | Boone's Assassin  | Zamach na Boona              | 19 listopada 2001    |
| 9  | Entombed          | Pogrzebani żywcem            | 26 listopada 2001    |
| 10 | Legacy            | Dziedzictwo                  | 14 stycznia 2002     |
| 11 | Death Suite       | Pokój śmierci                | 21 stycznia 2002     |
| 12 | Atavus High       | Szkoła Atavusów              | 28 stycznia 2002     |
| 13 | Deep Sleep        | Głęboki Sen                  | 4 lutego 2002        |
| 14 | Art of War        | Sztuka Walki                 | 11 lutego 2002       |
| 15 | Grave Danger      | Śmiertelne Niebezpieczeństwo | 18 lutego 2002       |
| 16 | Deportation       | Deportacja                   | 25 lutego 2002       |
| 17 | Honor and Duty    | Honor i Obowiązek            | 8 kwietnia 2002      |
| 18 | Bad Genes         | Złe Geny                     | 15 kwietnia 2002     |
| 19 | Subversion        | Zamach                       | 22 kwietnia 2002     |
| 20 | Street Wise       | Powrót                       | 29 kwietnia 2002     |
| 21 | The Journey       | Podróż                       | 6 maja 2002          |
| 22 | Final Conflict    | Ostatnie starcie             | 13 maja 2002         |